# Гамаюн, Валерий Анатольевич
Вале́рий Анато́льевич Гамаю́н (род. 11 декабря 1940) — российский дипломат.

## Биография
Окончил Московский государственный институт международных отношений (МГИМО) МИД СССР (1962) и Дипломатическую академию МИД СССР (1982). Владеет французским, португальским и испанским языками.
- В 1991—1995 годах — советник-посланник Посольства СССР, России в Мозамбике.
- В 1995—1998 годах — начальник отдела Департамента Африки МИД России.
- С 16 октября 1998 по 30 сентября 2003 года — чрезвычайный и полномочный посол Российской Федерации в Демократической Республике Конго[1][2].

## Дипломатический ранг
- Чрезвычайный и полномочный посланник 2 класса (26 декабря 1990)[3]
- Чрезвычайный и полномочный посланник 1 класса (14 февраля 2003)[4]